# Eurokeynésianisme
 (février 2025).
Motif : Sources ? Notoriété ?
- Archive Wikiwix
- Bing
- Cairn
- DuckDuckGo
- E. Universalis
- Gallica
- Google
- G. Books
- G. News
- G. Scholar
- Persée
- Qwant
- (zh) Baidu
- (ru) Yandex
- (wd) trouver des œuvres sur Wikidata

| 1. | Préciser le motif de la pose du bandeau. | Précisez le motif de la pose du bandeau en utilisant la syntaxe suivante : {{admissibilité à vérifier\|date=août 2025\|motif=remplacez ce texte par le motif}}                         |
| 2. | Informer les utilisateurs concernés.     | Pensez à avertir le créateur de l'article, par exemple, en insérant le code ci-dessous sur sa page de discussion : {{subst:avertissement admissibilité à vérifier\|Eurokeynésianisme}} |

 (février 2025).
La mise en forme du texte ne suit pas les recommandations de Wikipédia : il faut le « wikifier ».
Les points d'amélioration suivants sont les cas les plus fréquents :
- Les titres sont pré-formatés par le logiciel. Ils ne sont ni en capitales, ni en gras.
- Le texte ne doit pas être écrit en capitales (les noms de famille non plus), ni en gras, ni en italique, ni en « petit »…
- Le gras n'est utilisé que pour surligner le titre de l'article dans l'introduction, une seule fois.
- L'italique est rarement utilisé : mots en langue étrangère, titres d'œuvres, noms de bateaux, etc.
- Les citations ne sont pas en italique mais en corps de texte normal. Elles sont entourées par des guillemets français : « et ».
- Les listes à puces sont à éviter, des paragraphes rédigés étant largement préférés. Les tableaux sont à réserver à la présentation de données structurées (résultats, etc.).
- Les appels de note de bas de page (petits chiffres en exposant, introduits par l'outil «  Source ») sont à placer entre la fin de phrase et le point final[comme ça].
- Les liens internes (vers d'autres articles de Wikipédia) sont à choisir avec parcimonie. Créez des liens vers des articles approfondissant le sujet. Les termes génériques sans rapport avec le sujet sont à éviter, ainsi que les répétitions de liens vers un même terme.
- Les liens externes sont à placer uniquement dans une section « Liens externes », à la fin de l'article. Ces liens sont à choisir avec parcimonie suivant les règles définies. Si un lien sert de source à l'article, son insertion dans le texte est à faire par les notes de bas de page.
- La présentation des références doit suivre les conventions bibliographiques. Il est recommandé d'utiliser les modèles {{Ouvrage}}, {{Chapitre}}, {{Article}}, {{Lien web}} et/ou {{Bibliographie}}. Le mode d'édition visuel peut mettre en forme automatiquement les références.
- Insérer une infobox (cadre d'informations à droite) n'est pas obligatoire pour parachever la mise en page.

Pour une aide détaillée, merci de consulter Aide:Wikification.
Si vous pensez que ces points ont été résolus, vous pouvez retirer ce bandeau et améliorer la mise en forme d'un autre article.
L'eurokeynésianisme est un modèle économique dérivé du postkeynésianisme favorisant le soutien à la demande grâce à des investissements industriels ou écologiques ciblés et massifs dans le cadre d'une relance européenne concertée, qui s'appuie aussi sur un protectionnisme socio-écologique raisonné. Il s'oppose au modèle néolibéral privilégiant l'offre, la dérégulation, le libre-échange et la concurrence, sur lequel sont construits les traités européens. Il est présenté par ses concepteurs comme le seul opposable en économie de marché à l'orthodoxie classique. Ce modèle est issu des travaux récents de L'Engagement, parti politique français né en 2022 et fondé par Arnaud Montebourg. Il défend le principe qu'un retour aux idées et politiques économiques prônées par l'économiste britannique John Maynard Keynes, telles qu'exprimées dans sa "Théorie Générale de l'Emploi, de l'Intérêt et de la Monnaie", devient possible et nécessaire, à condition de l'envisager à la seule échelle pertinente qu'est l'actuelle Union Européenne.

## Historique
L'idée d'un "keynésianisme européen" remonte à la convention nationale du Parti socialiste français (PS) des 8 et 9 novembre 1985. À cette époque, le PS prépare les élections législatives du 16 mars 1986 qui s'annoncent difficiles pour le gouvernement de gauche en place sous la direction de Laurent Fabius. Le PS confie à Dominique Strauss-Kahn, chargé des études au secrétariat national de ce mouvement, la responsabilité d'élaborer le programme socialiste. 
Celui-ci souligne alors "qu'un keynésianisme à l'échelle européenne n'aurait pas les inconvénients d'une relance purement nationale qui (...) se traduirait par un déficit de nos échanges (...). Mais (...) les Européens devraient accepter l'idée de renforcer leur protection face aux États-Unis et au Japon afin que l'Europe cesse d'être une passoire extraordinaire". Cette orientation se heurte cependant au scepticisme des autres membres de la direction du PS "compte tenu de l'attitude des partenaires de la France". Le keynésianisme est à cette époque en plein déclin face à la montée triomphante du néolibéralisme qui s'affirme au FMI, à la Banque Mondiale ou à l'OCDE mais aussi dans les sphères européennes dominées par la volonté libre-échangiste des Allemands, confortée par certains Français. Le principe de son extension à l'échelle européenne est ainsi abandonné puis totalement oublié en même temps que se démode partout dans le monde la théorie du soutien à la demande effective. C'est ce principe qui est repris trente-huit ans plus tard par L'Engagement, héritier du courant républicain et souverainiste de gauche, à la faveur de la démondialisation amorcée par le retournement géopolitique planétaire et l'avènement d'une régionalisation des échanges. Adaptée aux enjeux du XXIe siècle, formalisée sur des bases économiques reconnues, cette vision a été baptisée "eurokeynésianisme" par cette formation politique.

## Préambule
L'eurokeynésianisme s'ordonne autour de considérations générales mais non exclusives.
La prise en compte  d'un moment de bascule historique: Les États ou les sociétés ne choisissent pas en toute liberté leur modèle économique mais dépendent d'un contexte géopolitique et de forces dominantes qui le leur imposent sans beaucoup de marge de manœuvre. En fonction des évolutions technologiques et de l'accès aux ressources, ces forces peuvent s'exercer de l'intérieur mais elles sont le plus souvent l'expression de rapports entre les puissances et les acteurs sur la scène mondiale qui dictent la nature des échanges internationaux et le choix de la monnaie de réserve. L'avènement d'un modèle économique résulte ainsi de la convergence historique de fractures politiques et sociales, de ruptures technologiques ou financières, de crises économiques et de bouleversements des équilibres stratégiques mondiaux.
La nécessité d'un long combat politique: Toute société qui se croit généralement libre de décider par la loi de son destin, n'en ressort pas moins comme le produit de son modèle économique. Pour changer de société, il faut d'abord changer ce modèle en combattant résolument les forces qui le structurent et le soutiennent.
Un clivage radical avec le libéralisme classique: Il n'y a que deux manières de piloter une économie de marché: soit on donne la préférence à l'offre et on est partisan d'une politique économique libérale classique, soit on donne cette préférence à la demande effective et on est partisan d'une politique keynésienne. Essayer de trouver une voie conciliant ces deux approches comme ont tenté de le faire certaines écoles économiques, ne conduit qu'à rebasculer dans le libéralisme orthodoxe en trahissant la pensée de Keynes.
Une focalisation sur la question économique et sociale: Celle-ci constitue toujours selon les eurokeynésiens le principal défi qu'une société moderne doit affronter. C'est pourquoi lorsque l'on change de modèle économique, toutes les problématiques sociétales qui n'étaient que son "reflet", se résolvent ou s'aggravent progressivement selon la nature de ce modèle.
L'importance de l'adéquation à une "doxa" et un "éthos": Les peuples adhèrent d'autant mieux à un modèle économique que celui-ci correspond à l'esprit dominant qui les caractérise. Cette dimension culturelle s'explique par le fait que l'économie est intimement liée à une philosophie de la vie, à sa relation au travail ou à la richesse; à une conception de la solidarité et de la justice sociale; à des croyances, souvent d'essence religieuse et à des traditions qui s'inscrivent dans l'histoire. C'est pourquoi le modèle keynésien répond davantage aux aspirations des classes populaires ou moyennes européennes tournées vers une vision interventionniste et protectrice de l'État, tandis que le néolibéralisme anglo-saxon est davantage en phase avec la mentalité pionnière et hyper-individualiste nord-américaine.

## Contextes
Les eurokeynésiens inscrivent leur modèle économique dans l'histoire contemporaine et dans l'histoire de la pensée économique en remontant aux origines du capitalisme moderne. Ils soulignent les basculements économiques successifs liés aux contextes de chaque époque.
1°) Le modèle libéral classique du XIXe siècle, qualifié de capitalisme sauvage, dominé par l'empire britannique jusqu'en 1880 et fondé sur la première révolution industrielle. Ce modèle, eu égard aux rapports de force entre les puissances de l'époque, demeure protectionniste malgré les tentatives d'ouverture libre-échangistes de la Grande-Bretagne (Traité Cobden-Chevalier de 1860 avec la France). Il aboutira toutefois à renforcer les pactes coloniaux.
2°) Le modèle néoclassique' fondé sur la deuxième révolution industrielle et soutenu par les grandes banques de 1880 à 1929. Il reste protectionniste car marqué par le rattrapage de la France mais surtout de l'Allemagne, des États-Unis et du Japon qui n'ont aucun intérêt à affronter trop ouvertement le marché mondial. On observe toutefois une première libéralisation des flux internationaux de capitaux. Ce modèle sombrera à la suite de la Première Guerre Mondiale dans une surproduction industrielle et une spéculation effrénée qui aboutiront au krach de 1929. Keynes en tirera cruellement les leçons en notant que les marchés sont  généralement imparfaits et loin de s'autoréguler comme le prétendent les tenants de l'orthodoxie libérale.
3°) Le modèle keynésien: passé le New Deal et la Seconde Guerre Mondiale, les États-Unis en grands vainqueurs, imposent à l'Occident meurtri un premier basculement de modèle économique vers le keynésianisme. La demande effective, gonflée par les besoins liés à la reconstruction en Europe et une vague de progrès technique, alimente en effet les profits des multinationales américaines. Le bloc occidental connaît une forte croissance alors que les pays sous contrôle soviétique stagnent. La domination du dollar sur le système monétaire international accroît cette suprématie mais un protectionnisme modéré, contourné par l'implantation de filiales américaines sur le sol européen, reste la règle. C'est l'époque des Trente-Glorieuses, de 1945 à 1973, durant laquelle l'ensemble des gouvernements occidentaux applique des politiques économiques keynésiennes (ou parfois néo-keynésiennes) pendant que les néolibéraux marginalisés préparent leur revanche.
4°) Le modèle néolibéral: il s'impose comme une nouvelle interprétation du modèle néoclassique, enrichie de l'apport du courant monétariste puis de l'ordolibéralisme allemand, surtout présent dans les traités européens. Ce retour de l'orthodoxie économique inspirée de la Nouvelle économie classique, répond à la stagflation qui s'installe en Occident à la suite du premier choc pétrolier de 1973 et à la saturation apparente de ses marchés, telle qu'elle était ressentie à l'époque. Le marché mondial est alors perçu comme une formidable opportunité pour relancer la croissance et les profits dans un cadre libéralisé. L'État, ses réglementations, ses tendances protectionnistes et ses lois sociales deviennent des obstacles dans les pays occidentaux et industrialisés. Cette logique est rapidement étendue (par le Trésor américain, le FMI et la Banque mondiale) aux pays émergents à travers le "consensus de Washington" et ses plans d'ajustements structurels. Confronté à des querelles doctrinales violentes, le keynésianisme déchoit dans la pensée occidentale et fait figure de parenthèse sans lendemain. La plupart des responsables politiques et économiques, mais aussi les milieux universitaires ou médiatiques l'oublient et se convertissent à l'économie de l'offre. L'Organisation Mondiale du Commerce (OMC, née des accords de Marrakech en 1994) efface les dernières barrières qui entravent le commerce mondial, les États membres de l'Union Européenne libéralisent leurs marchés du travail, des capitaux, des biens et des services en mettant en place dès 1993 un Marché unique largement ouvert aux importations. Un libre-échangisme s'installe progressivement sur la planète qui avantage les pays les moins-disants en termes de prix, de conditions sociales ou environnementales mais qui fait aussi le jeu des pays les moins regardants en matière de démocratie et de liberté. Ce modèle est celui d'une mondialisation des échanges fondée sur des coûts de transport faibles et des chaînes de valeur globalisées à la recherche d'une optimisation maximale, dont les profits se réfugient dans des paradis fiscaux. Il s'est nourri d'une nouvelle exubérance des pays occidentaux après la chute du mur de Berlin. Ce serait celui-ci que l'on verrait aujourd'hui se fracturer sous la pression de fortes tensions géopolitiques, en offrant aux européens l'opportunité d'un retour aux politiques de soutien à la demande effective.
Les eurokeynésiens soulignent que le modèle néolibéral n'a jamais été le modèle abouti, unique et indépassable qu'une grande partie des élites politiques, industrielles, financières, universitaires ou médiatiques ont présenté. Tout laisse penser que nous sommes au contraire à la veille d'un nouveau basculement économique porté par l'isolationnisme américain ou le retour en grâce de la notion de souveraineté en Europe, du fait de la crise du Covid-19 et de la guerre russo-ukrainienne débutée en 2022. À cela s'ajoutent le souci d'autarcie du Parti communiste chinois, les besoins colossaux d'investissements technologiques (défense, spatial, intelligence artificielle) visant à garantir l'indépendance de chacun des acteurs ou les mesures à prendre pour lutter contre des distorsions concurrentielles liées à la décarbonation. Ainsi se redessine à leurs yeux un monde qui devient inévitablement davantage protectionniste. Un nouveau cycle des relations internationales s'amorcerait favorisant l'émergence d'une deuxième révolution keynésienne.
Selon ses nouveaux partisans, les conditions d'un retour des idées de Keynes en Europe sont d'autant mieux réunies que le monde multilatéral dominé par les Occidentaux, avec les Américains à leur tête, se fragmente sous la poussée d'un Sud global. Ce dernier, avec les BRICS+ associés à l'Organisation de coopération de Shanghaï, revendique dorénavant l'émergence d'un monde multipolaire sur lequel il entend exercer son hégémonie. Dans ce nouvel environnement géopolitique faisant naître des blocs politiques et commerciaux fortement rivaux, le régime des échanges mondiaux devrait évoluer vers une régionalisation qui nous éloignera du libre-échange hérité du néolibéralisme anglo-saxon. Cette hypothèse paraît d'autant plus probable que les États-Unis ont eux-mêmes condamné l'Organisation Mondiale du Commerce à l'impuissance en refusant de nommer leurs représentants à l'Organe de Règlement des Différends (ORD) chargé d'arbitrer les conflits commerciaux entre États.
De même, les eurokeynésiens considèrent que l'impératif de la transition écologique est incompatible avec un modèle néolibéral ouvert aux vents de la concurrence mondiale et axé sur un profit de marché court-termiste échappant au contrôle des États. Compte tenu de son coût et de sa durée, cette transition ne devrait selon eux pouvoir réussir que dans un cadre keynésien. Celui-ci a l'avantage de "domestiquer le marché" et, en relançant les barrières tarifaires (tarif douanier commun et taxe carbone aux frontières dans l'exemple de l'UE) comme non tarifaires, de permettre la réalisation d'un marché intérieur décarboné.
Les eurokeynésiens dénoncent en même temps les politiques austéritaires menées depuis l'avènement de l'union économique et monétaire en 2002. Elles n'ont selon eux cessé de susciter précarité et pauvreté dans l'UE, tout en l'affaiblissant face à ses compétiteurs mondiaux (comme le montrent des écarts grandissant de compétitivité, d'innovation et de PIB entre les États-Unis et l'Europe). Les eurokeynésiens en rendent responsables certes l'emprise du "laissez-faire" sur les instances européennes, mais au moins autant l'ordolibéralisme  imposé par l'Allemagne. Cette doctrine ne ferait en effet qu'aggraver les politiques de l'offre par son obsession de l'équilibre des comptes publics et serait contre-productive en amplifiant les cycles récessifs. Ainsi la règle d'or du pacte budgétaire européen expliquerait en partie le déclassement en cours de notre continent, alors même que la solution à ses défaillances reposerait à l'inverse sur une approche contra-cyclique, axée sur la demande effective.

## Fondement théoriques
Les eurokeynésiens se rattachent à la mouvance postkeynésienne. Leur vision macroéconomique s'appuie sur l'existence de circuits économiques qui entretiennent des synergies génératrices de valeur, dans le cadre de politiques industrielles innovantes et territorialisées adossées à des filières. Ils insistent sur la nécessaire subordination de la politique de la concurrence à la politique industrielle et défendent comme fondamental le passage d'une économie de l'offre à la demande effective où le salaire n'est plus reconnu seulement comme un coût mais d'abord comme un revenu. Ils considèrent qu'en règle générale, l'ajustement automatique entre l'offre et la demande ne garantit jamais un optimum de satisfaction car les marchés sont par nature imparfaits et la concurrence y est souvent faussée. C'est encore plus vrai sur le marché du travail qui se trouve la plupart du temps en équilibre de sous-emploi plutôt qu'en équilibre de plein-emploi. Le chômage y est le plus souvent conjoncturel et involontaire. C'est pourquoi seul importe le niveau d'anticipation de la demande par les entrepreneurs qu'il faut si nécessaire élargir par des interventions ciblées de L'État. Celles-ci prennent la forme de relances par l'investissement, en comptant sur son effet multiplicateur, financées par le budget de l'État ou par une expansion monétaire, via par exemple une politique dite d'assouplissement quantitatif ("quantitative easing") limitée à l'achat massif de titres d'emprunts publics.
Les eurokeynésiens adhèrent d'ailleurs à la formule de Keynes sur la nécessité d'une "socialisation de l'investissement" et réclament une politique industrielle ambitieuse, comme une politique des revenus volontariste. Même si la courbe de Phillips se montre erratique et difficilement interprétable, ces derniers considèrent qu'une économie de bien-être doit donner la priorité à l'emploi plutôt qu'à la lutte contre l'inflation. Ils récusent cependant l'interprétation qu'en donnent les monétaristes et expliquent celle-ci par une rigidité le plus souvent de l'offre par rapport à la demande (inflation par la demande). L'inflation peut toutefois résulter de structures inadaptées ou de conflits pour le partage de la valeur ajoutée et être combattue par des plans de stabilisation ou de refroidissement (politique du "stop and go"). Ils insistent sur le rôle de la monnaie qui, loin d'être neutre, stimule par son accroissement le niveau de production et entraîne la baisse des taux d'intérêt. Ils expliquent la plupart des crises économiques par une insuffisance de l'investissement net (investissement brut moins usure du capital fixe; accroissant les capacités productives) qui, en tarissant sa contrepartie dans la comptabilité nationale qu'est l'épargne des ménages, pousse ces derniers à réduire leur consommation.
Comme les autres postkeynésiens, les eurokeynésiens remettent en cause la pertinence des règles néolibérales du commerce international, marqué par la déloyauté ou l'inégalité des échanges, et justifient la défense par un État de ses secteurs stratégiques. Ils légitiment les concepts d'autosuffisance ou de sécurité d'approvisionnement en les distinguant toutefois du nationalisme économique et mettent en garde contre des spécialisations trop poussées à la recherche d'avantages comparatifs qui se révèlent évolutifs et trompeurs. Reprenant un vieux débat qu'a connu la France au milieu des années 1970, les eurokeynésiens affichent ainsi leur méfiance des "stratégies de créneaux" qui affaiblissent la cohérence du tissu industriel. Ils constatent surtout le poids que fait peser la "contrainte extérieure" frappant un pays lorsqu'il se rend trop dépendant de ses importations (par des choix erronés ou un manque de compétitivité) et le risque d'échec qui en découle pour les politiques de relance, comme ce fut le cas en France de 1981 à 1983. Ils en déduisent qu'une économie keynésienne ne fonctionne bien que dans une économie raisonnablement protégée mais s'efforçant de consentir les efforts permanents de modernisation et d'innovation nécessaires pour figurer en tête de la compétition internationale.
Les eurokeynésiens s'efforcent cependant d'adapter la logique keynésienne aux enjeux de notre époque. Conscients du travers productiviste pris durant les Trente Glorieuses, ils condamnent la décroissance générale mais préconisent une croissance douce et durable, compatible avec les impératifs de la transition écologique. Cela au contraire du néolibéralisme qu'ils estiment trop incontrôlable et perçoivent comme un destructeur aveugle de l'écosystème planétaire. Ils jugent pour cela important de s'attacher à redéfinir le calcul du produit intérieur brut (PIB) et surtout à revoir son contenu, plutôt que d'accroître indéfiniment son niveau. C'est ainsi qu'ils préconisent un développement massif de l'économie circulaire, de l'écoconception, de l'économie sociale et solidaire, de l'écologie industrielle territoriale et d'une industrie comme d'une agriculture durables. De même, s'ils combattent le modèle maastrichtien, ils reconnaissent toute son importance à la construction européenne en y transposant des politiques sociales unifiées par le haut, appuyées sur des relances économiques concertées entre les États partenaires, tenant compte de leurs spécificités nationales.

## Cadre institutionnel
L'eurokeynésianisme est envisagé dans le cadre d'une Europe confédérale intégrant la zone euro, où des États souverains comme la France coopèrent, délèguent ou reprennent librement des compétences à un niveau supranational, dans le respect des traités et du droit européen. La primauté de ce droit sur les droits nationaux y serait tempérée par le rétablissement sous conditions de "lois-écran" postérieures aux traités (comme ce fut le cas en France avant les revirements jurisprudentiels de la Cour de cassation en 1975 et du Conseil d'État en 1989), la possibilité à tout moment de négocier ou renégocier des "options de retrait" ou d'élever un conflit avec la Cour de Justice européenne en invoquant le principe d'une "identité constitutionnelle" propre à chaque État membre.
Cette confédération corrigerait certains des travers de l'UE en substituant une solidarité entre États partenaires à l'actuelle concurrence organisée entre eux par les traités et en homogénéisant le marché intérieur européen, grâce à des rattrapages structurels et une croissance durable équilibrée. Cela se traduirait par un budget, des investissements et un endettement communs (euro bonds) accompagnés d'un renforcement des ressources propres traditionnelles (RPT et taxes environnementales, dont la taxe carbone aux frontières); par une harmonisation de la fiscalité de l'épargne et des impôts de production suivie de l'abandon des "paradis fiscaux" intérieurs ( Irlande, Luxembourg, Pays-Bas, Malte); par la convergence  des législations intra-européennes à caractère environnemental ou social (salaire minimum, durée du travail, retraite etc.); par une subordination de la politique de la concurrence à la politique industrielle; et enfin par une Union bancaire complète (mutualisation des garanties de dépôts).
Ces orientations supposent une modification de la nature des traités qui fondent actuellement l'UE, mais aussi du mandat de la Banque centrale européenne (BCE) et du fonctionnement du Marché unique européen.

## Description
Concrètement, la mise en œuvre du modèle eurokeynésien s'organiserait autour de deux axes principaux: des relances concertées entre États européens et un commerce extérieur administré.
Les relances concertées le seraient strictement par l'investissement. Elles correspondent à la vision keynésienne de soutien à la demande effective et non à la seule consommation, pour éviter toute dégradation des balances commerciales des États membres. Elles correspondent aussi à la volonté d'une défense des secteurs stratégiques dans une optique de consolidation du marché intérieur. Elles seraient négociées puis décidées d'un commun accord entre les États, sur proposition de la Commission européenne (ou toute structure dédiée dans une architecture confédérale), et couvriraient trois hypothèses. La première, qui intéresserait l'ensemble des partenaires, répondrait aux besoins d'ajustement de l'appareil européen de production à ses enjeux environnementaux et technologiques; au besoin d'adaptation de sa productivité comme de sa compétitivité ou encore répondrait à celui du développement d'infrastructures. La seconde hypothèse toucherait les grands investissements d'intérêt mutuel, notamment de reconquête ou de conversion industrielle (économie circulaire, écoconception, écologie industrielle territoriale), et enfin la troisième viserait à ce que les États partenaires en équilibre de sous-emploi sur leur marché du travail retrouvent un équilibre de plein-emploi. Dans les deux premiers cas, les ciblages de l'investissement concerneraient des secteurs ou des branches particulières de l'économie européenne. Dans la dernière hypothèse, le ciblage profiterait aux États éligibles en leur octroyant, via la BCE et des euro-obligations, des lignes de crédit accompagnées d'une clause temporaire de sauvegarde en matière de commande publique, celle-ci étant orientée sur des secteurs exclus du calcul des déficits publics. Les décisions s'articuleraient sur des programmes pluriannuels, dont certains entrant dans une planification institutionnalisée.
Concernant les échanges internationaux, les eurokeynésiens condamnent les grands traités de libre-échange et leurs tribunaux d'arbitrage privés qui, trop souvent, asservissent les États aux intérêts des Firmes multinationales. Ils remplaceraient ceux-ci par des traités commerciaux de cinq ans révisables, négociés entre l'UE et ses partenaires par branches ou secteurs, prévoyant des quotas et des normes assorties de "clauses miroirs". Ces traités d'échange respecteraient une ligne générale privilégiant le marché intérieur européen par l'existence d'un Tarif extérieur commun (TEC), réajusté en fonction du respect de critères et d'objectifs sociaux et environnementaux, et par le renforcement des taxes carbone aux frontières, destinées à maintenir une juste concurrence avec le reste du monde. Les échanges relevant de biens ou de services par nature globalisés ou d'une coopération internationale ne seraient évidemment pas concernés par ces dispositions, sauf si certaines législations étrangères entretenaient des distorsions injustifiées de concurrence.

## Critiques
L'eurokeynésianisme rejette les mises en cause de l'efficacité des relances keynésiennes.
Il conteste aussi bien les thèses du "revenu permanent" que du "chômage naturel" que l'on doit à Milton Friedman ou à Edmund Phelps. Mais il condamne tout autant les prolongements théoriques néokeynésiens ("courant de la synthèse" ou "synthèse néoclassique") de Paul Samuelson ou de John Hicks. La combinaison par exemple de "l'accélérateur d'investissement" et du "multiplicateur d'investissement" dans "l'oscillateur de Samuelson" aboutit à des relances par la consommation. Or celles-ci se révèleraient plus problématiques que des relances par l'investissement comme l'aurait démontré l'échec de la politique socialiste de 1981-1983, et surtout moins adaptées à des relances concertées européennes car elles exposeraient trop à des "fuites de débouchés" au profit des économies voisines. De même, les eurokeynésiens s'insurgent contre la reprise par les néokeynésiens de la théorie du "chômage naturel" à travers la formulation du NAIRU ("Non-Accelerating Inflation Rate of Unemployment"). Ce dernier accréditerait l'idée d'un seuil de chômage en dessous duquel il ne faudrait pas descendre au risque d'une hausse de l'inflation, alors même qu'un tel seuil n'a jamais pu être calculé précisément. Celui-ci aurait en outre été contredit par les faits (en 1999, le chômage aux États-Unis est ainsi tombé à 4% en franchissant plusieurs barrières de NAIRU sans provoquer d'inflation).
En réalité, selon les eurokeynésiens, ces thèses, comme celles du "Modèle IS/LM" ou de la "Théorie du déséquilibre", incapables d'intégrer les anticipations des acteurs dans leurs approches économétriques, ne feraient que trahir de vaines tentatives de rapprochement entre des visions néoclassique et keynésienne par nature irréconciliables.
Concernant des débats plus contemporains, les eurokeynésiens notent que la théorie de Robert Barro (nouvelle déclinaison de "l'Equivalence ricardienne") selon laquelle les agents économiques seraient capables d'anticiper une hausse d'impôts conséquemment à une relance budgétaire au point de préférer épargner plutôt que consommer en cassant les effets positifs de cette dernière, n'est ni réaliste ni vérifiée. Cette théorie ne serait pas réaliste car elle supposerait un degré de rationalité des agents très peu crédible. Elle ne serait pas non plus vérifiée car toutes les études économétriques sur le sujet se révèleraient largement contradictoires. Même la réponse de la "Nouvelle économie keynésienne" à travers son "Modèle keynésien à effet de seuil" leur semble inadaptée. Dans les deux cas, les eurokeynésiens observent qu'on aurait affaire à des postulats qui exagèreraient le mythe de "l'Homo oeconomicus" ou s'appuieraient sur la notion fragile de "seuil psychologique". Face à des "comportements ricardiens" jamais démontrés, les eurokeynésiens opposent les conclusions solidement documentées de multiples relances dans le passé qui auraient montré sans conteste les résultats "plus que proportionnels" du multiplicateur d'investissement.
Les eurokeynésiens répondent par ailleurs aux nombreuses polémiques que suscite un retour du keynésianisme, plus spécialement lorsqu'il est envisagé à l'échelle européenne.
"Le multiplicateur d'investissement rencontrerait dans la pratique tellement d'obstacles que le coût des relances serait injustifié au regard de la baisse induite du chômage". A cela les eurokeynésiens rétorquent que si des obstacles affaiblissent parfois le coefficient multiplicateur, le résultat de relances bien conduites (c'est-à-dire en économie sous faible contrainte extérieure, grâce à un protectionnisme socio-écologique raisonné, et en surcapacités productives) a toujours favorisé significativement le plein-emploi.
"La reconstruction de l'après-guerre terminée, les infrastructures modernes achevées, les aspirations premières des ménages satisfaites, le keynésianisme ne pourrait plus s'appuyer sur un volume d'investissement suffisant pour relancer les économies". C'est oublier bien vite, répliquent les eurokeynésiens, les énormes besoins d'investissement que nécessitent la transition écologique, la conversion numérique, l'avènement des nouvelles technologies ou le renouveau des services publics, sans compter les rattrapages liés à l'accumulation des inégalités sociales.
"Le keynésianisme supposerait également de disposer des marges d'endettement budgétaire que personne en Europe ne possède plus." A cette objection, les eurokeynésiens répondent que, dans leur modèle, un éventuel endettement ne relèverait que de la part mutualisée sur décision commune des partenaires européens, dans le cadre des nouveaux traités, et remboursables solidairement. Les lourds endettements passés de chacun des États resteraient de leur propre responsabilité et eux seuls continueraient à les rembourser. Cela leur serait facilité par la faiblesse de l'endettement consolidé européen (6% du PIB de l'Union en 2024) et l'excellence de la signature de l'UE (caution de fait) sur les marchés financiers.
On doute que des États européens en équilibre de plein-emploi accepteraient de payer des relances qui ne profiteraient qu'à leurs partenaires en équilibre de sous-emploi; et ce alors que ces derniers pourraient faire les efforts de compétitivité nécessaires pour retrouver le plein-emploi sans avoir à les solliciter. À cela les eurokeynésiens répondent que, dans un Marché unique recentré sur son commerce intra-zone (les exportations extra européennes ne servant plus autant qu'aujourd'hui d'échappatoire), les échanges relèveraient d'un jeu à somme nulle: les déficits des uns expliqueraient seuls les excédents des autres. Outre que l'obligation de solidarité ressortirait des nouveaux traités, un État en équilibre de plein-emploi chercherait sûrement à préserver ses débouchés en veillant à ce que le chômeur du pays voisin redevienne pour lui un consommateur. Tous les États membres bénéficieraient en fin de compte de ces relances ciblées. Celles-ci finiraient par entraîner une convergence générale du Marché unique, au lieu des déséquilibres inquiétants que l'on observe depuis l'élargissement de l'UE à douze pays entre 2004 et 2007.
Les adversaires de ce modèle avancent aussi que, dans le cadre d'un régime européen d'échanges administrés avec le reste du monde accompagné de relances concertées, le niveau des prix augmenterait fortement. Certes reconnaissent les eurokeynésiens, ce niveau s'élèverait: l'alimentation, plus saine car dépolluée, coûterait plus cher; comme d'ailleurs beaucoup de biens auparavant importés ou servis par des pratiques de dumping. Mais toujours selon eux, trois observations contredisent ce risque: 1°) la robotisation des chaînes de production et le progrès technique atténueraient l'augmentation des coûts de fabrication; 2°) la hausse des salaires, à nouveau possible, viendrait progressivement compenser l'augmentation initiale des prix; 3°) les biens non soumis à une obsolescence programmée - dans une société devenue sobre - seraient sûrs, réparables, recyclables et finalement plus économiques en termes de valeur d'usage.
Des critiques portent enfin sur le découplage vis-à-vis du monde en développement qu'engendrerait ce retour européen au keynésianisme. Elles soulignent que la mondialisation néolibérale a tiré des millions de personnes de la misère et que cette dynamique pourrait s'affaiblir. Mais pour les eurokeynésiens, c'est oublier que l'essentiel des richesses a profité à des multinationales et des classes dirigeantes prédatrices, voire kleptocratiques, tandis que des millions de personnes ont sombré dans la pauvreté, la précarité et ont connu un environnement dégradé. Une Europe organisée autour d'une économie relativement protégée n'aurait aucun intérêt à se détourner égoïstement des pays les moins avancés (PMA) ou à revenu intermédiaire. Elle pourrait à l'inverse utiliser sans crainte de nouvelles concurrences, des transferts raisonnés de technologie basés sur des conventions fructueuses de coopération qui remplaceraient des accords trop souvent inégaux.
Quant à l'argument souvent avancé par les néolibéraux du "doux commerce" globalisé qui éloignerait définitivement le risque de guerre sous le règne d'une "mondialisation heureuse", les eurokeynésiens en relèvent la fausse naïveté en pointant les conflits militaires en cours et les risques de confrontation exacerbés par les dangereuses rivalités entre l'Occident et des empires renaissants.